# البشتي الخارزنجي
أسمه أحمد بن محمد البشتي ولقب بالخارزنجي نسبة لقرية خارزنج بجانب بشت ونيسابور. كان أمام أهل الأدب بخراسان بالإضافة إلى أنه من أهم علماء زمانه بلا منازعة. هو أيضا من أبرز العلماء في النحو واللغة العربية. تعلم الخارزنجي الحديث على يد أبي عبد الله محمد إبراهيم البوشنجي ومن أشهر تلامذته الحاكم أبو عبد الله الحافظ. ويقال إنه عند زيارته لبغداد ذهل أهلها من معرفته وعلمه الوفير في اللغة العربية «فقيل: هذا الخراساني لم يدخل البادية قط، وهو من أدب الناس! فقال: أنا بين عربيين: بشت وطوس». بمعنى أن لأنه نشأ في خارزج وهي تقع بين بشت وطقوس وكلاهما عريقتين بالأدب العربي فأصبح فصيحا في اللغة.
| البشتي الخارزنجي   | البشتي الخارزنجي                   |
| ------------------ | ---------------------------------- |
| معلومات شخصية      |                                    |
| اسم الولادة        | أحمد بن محمد البشتي الخارزنجي      |
| الميلاد            | غبر معروف                          |
| الوفاة             | ٣٤٨ هـ‍                             |
| الديانة            | الاسلام                            |
| تعلم لدى           | أبي عبد الله محمد إبراهيم البوشنجي |
| التلامذة المشهورون | الحاكم أبو عبد الله الحافظ         |
| المهنة             | أمام أهل الأدب بخرسان              |
| أعمال بارزة        | كتاب التكملة                       |

### كتابته
ألف كتاب "التكملة" بهدف إكمال ما بدأه الخليل بن أحمد في كتابه "العين". وتعرض للهجوم من قبل الأزهري في كتاب "تهذيب اللغة" لأن الخارزنجي اعترف بنفسه أنه اعتمد على عدة مصادر من الكتب وليس بالاستماع المباشر للعلماء. وقال الأزهري إن حتى الجاهل لا يعتمد كلام الخارزنجي لعدم ثبوت صحة كلامه وايضا لإثبات الخطء في تفسير بعض من حروفه. ولذلك اتهمه الأزهري بالتحريف لعدم دقة معلوماته وعلي حسب رأيه فمنهجيتته العلمية ضعيفة في حد ذاتها. ولهذا يشار إلى أعماله أنها تثير الجدل لان الجميع لم يقبل حجته بأنه يستشهد بمثالي أبي التراب والقتيبي. لأنهم نقلوا علما من دون السماع لعلمائه مباشرة مثل الخليل بن أحمد وسيبويه. وأيضا، من أهم مؤلفته كتاب "التفصيلة" وكتاب "تفسير أبيات أدب الكاتب".

### وفاته
توفي أبو حامد الخارزنجي عام ٣٤٨ هـ / ٩٥٩م.